# Johann Christoph Jakob Wilder

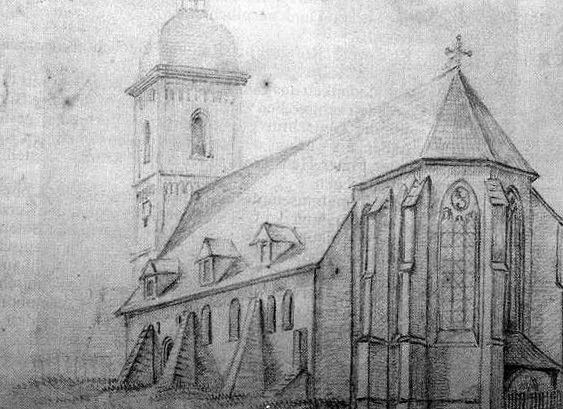
Kirche zu Roßtal, 1810

Johann Christoph Jakob Wilder (* 6. Dezember 1783 in Altdorf bei Nürnberg; † 16. Januar 1838 in Nürnberg) war ein deutscher lutherischer Geistlicher, Landschafts- und Architektur-Zeichner, Radierer, Autor und Dichter.

## Leben
Johann Christoph Jakob Wilder war der ältere Bruder des Architekturzeichners und Kupferstechers Georg Christoph Wilder.
Nachdem er an der Universität Altdorf Theologie studiert hatte, erhielt er in Nürnberg die Pfarrstelle der Peterskirche. 1817 berief man ihn an die Heilig-Geist-Kirche.
Wilder war ein begabter Zeichner, der sich sein Können auf künstlerischem Gebiet als Autodidakt erworben hatte. Thematisch hatte er sich vornehmlich dem Landschaftsfach zugewandt, betätigte sich aber auch als Architekturzeichner. Die Motive fand er in seiner Vaterstadt und in der Umgebung Nürnbergs. Dabei bevorzugte er romantische Winkel und verborgene Baudetails, die er mit großer Akribie wiedergab. Radierungen führte er sowohl nach eigenen Entwürfen, als auch nach Vorlagen anderer Künstler aus.

## Werke

### Schriften
- Zum Andenken Herrn Johann Ferdinand Roth, Stadtpfarrers an der Hauptpfarrkirche zu St. Sebald in Nürnberg, Im Namen des Nürnberger Pegnes. Blum. Ord. geschrieben von der Verewigten Neffen, 1815
- Denkmal der Achtung und Liebe einem würdigen Greise und Freunde alles Guten und Schönen dem Herrn Benedict Wilhelm Zahn, beider Rechte Doktor, der ehemaligen Reichsstadt Nürnberg Syndikus und Lehenssekretär, dann des Pegnesischen Blumen-Ordens erstem Consiliarius, der im 82sten Lebensjahre am 26. April dieses Jahrs seine Erdenwallfahrt schloß, 1819
- Der schöne Brunnen zu Nürnberg / Andeutungen über seinen Kunstwerth, sowie über seine Geschichte, zum Andenken der Aufdeckung desselben, nach erfolgter gänzlicher Wiederherstellung am 12. Oktober 1824 / Mit 3 Kupfern, 2. Aufl., Riegel und Wießner, Nürnberg 1824; online:
- Züge aus dem Leben des Herrn Christian Gottlieb Müller vormaligen Amts- und Gegenschreibers im Stadtallmosenamte dahier und beständigen Sekretärs des Pegnesischen Blumenordens: Eine Erinnerungsschrift an die Verdienste desselben im Namen des Pegnesischen Blumenordens verfaßt von J. Ch. J. Wilder, Pfarrer der heil. Geistkirche in Nürnberg und Mitglied des gedachten Ordens, Nürnberg 1824
- Anhange die Feyer des 12. Octob. 1824 in Nürnberg betreffend, 1824
- Nürnberg / Eine gedrängte Zusammenstellung seiner Merkwürdigkeiten für Fremde und Einheimische..., Riegel und Wießner, Nürnberg 1827; online:
- Lieder und Bilder aus Albrecht Dürers Leben: zur Feier der Grundsteinlegung des Denkmals für Albrecht Dürer am 7. April 1828, Riegel und Wießner, Nürnberg 1828
- Neues Taschenbuch von Nürnberg. 1ster Theil die topographisch-statistische Beschreibung der Stadt, eine geschichtliche Einleitung und ein Sach- und Namenregister enthaltend. 2te, vermehrte Ausgabe..., Riegel und Wiessner, 1829
- Huldigung Seiner Majestät dem König Ludwig von Bayern geweiht / von den activen Mitgliedern der Liedertafeln von Erlangen, Fürth, Nürnberg, Schwabach / vorgetragen bei dem von der Stadt Nürnberg am 27. Aug. 1833 Ihren Kön. Majestäten in der Rosenau bereiteten Abendfeste, Campe, 1833
- Der Mährchenerzähler ein willkommener Gast, der gerne bei guten Kindern zuspricht / Ein Unterhaltungsbuch für die Jugend, Ebner, 1834
- Gedichte / von J. J. Ch. Wilder / erstem Pfarrer an der Kirche zum H. Geist in Nürnberg. Nach des Verfassers Tode ausgewählt und herausgegeben., Nürnberg bei Riegel und Wießner, Campescher Druck, 1838; online mit Volltextrecherchemöglichkeit:

## Zeichnungen, Radierungen (unvollständig)
- 1810: Stiftskirche St.-Laurentius in Roßtal (Bleistiftzeichnung)[1]